# L 6/40
El Carro Leggero L 6/40 o L 6/40, va ser un tanc lleuger desenvolupat pel Regne d'Itàlia introduït el 1940.
La tripulació de l'L 6/40 estava formada per un conductor i un comandant. Els tripulants estaven protegits per un blindatge de planxes d'acer reblonades, amb poca inclinació i un màxim de 40 mm de gruix al frontal de la torreta. L'armament principal era un canó antiaeri de 20 mm Breda 35, amb una metralladora coaxial Breda M38 de 8 mm. Un motor de gasolina de 70 CV impulsava el blindat, a una velocitat màxima de 42 km/h per carretera, però les erugues eren massa estretes i el feien molt poc fiable camp a través.
L'empresa metal·lúrgica Ansaldo va dur a terme el desenvolupament del blindat, que va començar el 1936 i va acabar el 1940. A Torí, Fiat va encarregar-se del muntatge dels 432 blindats que es van fabricar. En servei, el Regio Esercito els va utilitzar en petites unitats de reconeixement al Nord d'Àfrica, als Balcans i al Front Oriental. Després de la rendició del Regne d'Itàlia, els alemanys en capturarien alguns models i els continuarien emprant en tasques defensives o contra partisans. També va servir de fonament per a una variant caçatancs, el Semovente da 47/32.

## Desenvolupament
La popularització dels tancs armats amb canons i les òbvies limitacions del Carro Veloce 33 van impulsar Ansaldo a desenvolupar un nou tanc lleuger. El primer intent es va centrar en incorporar una torreta, armada amb una metralladora, a sobre el buc del CV 33. Per adaptar el vehicle al pes addicional van modificar la suspensió per un sistema de ballesta amb dos bogis, connectats a dues grans rodes cobertes de goma i afegint dos corrons de retorn. Aquest disseny no va passar de la fase de prototip, però es van continuar estudiant nous models sobre la base del CV 33.
Un d'aquests models incorporava una nova suspensió amb dues barres de torsió connectades als bogis, amb unes rodes de goma més petites i mantenint els corrons de retorn. A més a més, s'hi va afegir una torreta més gran armada amb un canó de 37 mm i dues metralladores Isotta-Fraschini de 6,5 mm, una coaxial i l'altra a la muntura antiaèria. Les proves del Centro Studi della Motorizzazione (centre d'estudis de la motorització) no van ser satisfactoris perquè la torreta era massa pesant i feia el vehicle inestable. Per aquest motiu es va desenvolupar un altre prototip, aquest cop amb el canó col·locat al xassís i incorporant una torreta més petita armada amb dues metralladores Scotti. Els tests per aquest model es van dur a terme l'abril del 1936 però també es va descartar. En aquest cas el problema era que el vehicle no podia dur prou munició i el comandant estava sobrecarregat, ja que havia d'operar el canó al buc i les metralladores al mateix temps.
Aquests fracassos van fer que els dissenyadors d'Ansaldo reconsideressin la incorporació d'una torreta. Per això van dissenyar un vehicle anomenat Carro cannone model 1936, un blindat de cinc tones amb un canó muntat al buc sense torreta. El Regio Esercito es va mostrar interessat pel disseny i en va encomanar 200 unitats però eventualment cancel·larien la compra i tornarien a reclamar un model lleuger amb una torreta armada amb un canó.
Finalment, el 1938, l'exèrcit italià va especificar els requisits pel nou tanc lleuger: un pes d'unes 7 tones, una velocitat màxima de 35 km/h amb bona mobilitat camp a través, una autonomia d'unes 12 hores i una tripulació de tres membres. L'armament havia d'anar a una torreta i podia consistir en dues metralladores o un canó i una metralladora coaxial, amb la possibilitat de fer una variant llançaflames. Amb aquestes especificacions Ansaldo va presentar un prototip per ser avaluat l'octubre del 1939. Pesava unes sis tones, tenia un motor de gasolina de 47 CV que oferia una velocitat màxima d'uns 35 km/h i tenia una torreta armada amb dues metralladores de 8 mm.
El Regio Esercito no va quedar satisfet amb el disseny, particularment perquè l'armament era semblant al de l'autometralladora AB 40-41. Així, els enginyers d'Ansaldo van tornar a treballar en un nou prototip amb un armament diferent. Un dels models incorporava un canó de 37 mm i 26 calibres de llarg, una metralladora coaxial i afegia una ràdio. Un segon prototip duia la mateixa torreta que l'autometralladora AB 41, amb un canó Breda 35 de 20 mm i una metralladora coaxial Breda M38 de 8 mm. Aquest segon model va resultar satisfactori per l'exèrcit italià, que el va acceptar amb la denominació de Carro Leggero L 6/40 pel seu pes i any d'introducció. La producció en sèrie, però, no començaria fins al 1941.

## Característiques
El buc estava fet de planxes d'acer, molt poc inclinades, unides amb reblons. El blindatge feia 30 mm de gruix al frontal del buc i 40 mm al davant de la torreta, 14,5 mm als costats i 6 mm al sostre i terra del vehicle. El conductor s'asseia al frontal dret del buc i podia accedir al vehicle per una escotilla a la seva dreta. El comandant anava a la torreta i tenia una escotilla a sobre del cap, per entrar i sortir, i una altra al darrere, per treure les armes. Al darrere de tot hi havia el compartiment del motor.

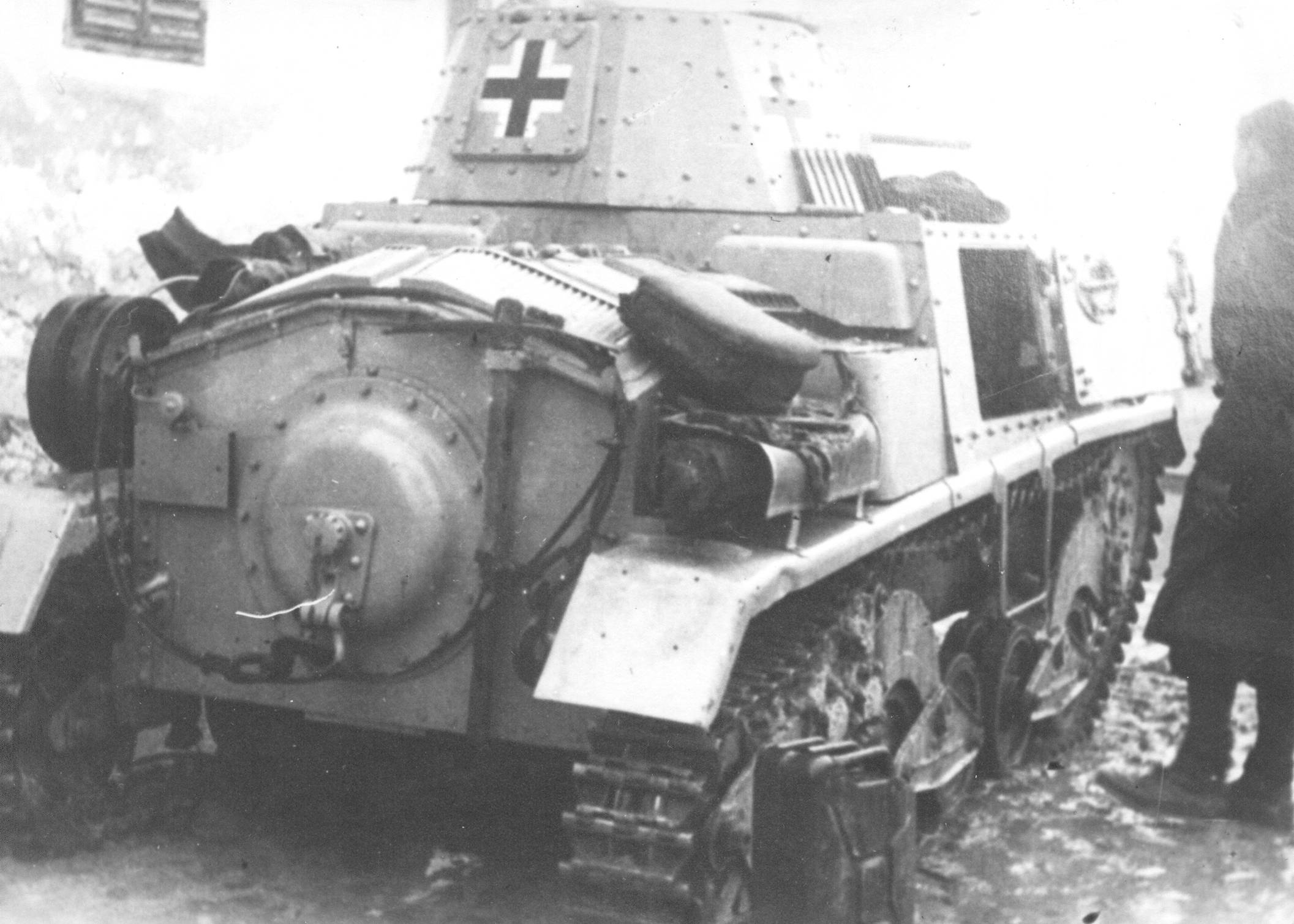
Un L 6/40, servit per tropes alemanyes, destruït a Eslovènia el 1944. Es pot observar la porta oberta del conductor i l'escotilla al darrere de la torreta.

L'armament incloïa un canó Breda 35 de 20 mm capaç de disparar ràpidament, ja que originalment estava dissenyat per al tir antiaeri. Coaxialment duia una metralladora Breda M38 de 8 mm. La torreta podia girar 360°, manualment, i podia elevar l'armament de -12º fins a +20º. A dins el blindat hi solien dur 312 projectils pel canó i 1.560 cartutxos per la metralladora. Les dues armes eren operades pel comandant del blindat, que disposava d'una mira telescòpica i un periscopi per apuntar. El comandant també tenia dues espitlleres al costat de la torreta. El conductor, a part de la seva espitllera per conduir, també tenia un periscopi a sobre seu i una espitllera a la seva escotilla d'entrada i sortida. Al darrere del compartiment de la tripulació hi havia dues obertures de ventilació blindades. Per comunicar-se, el vehicle anava equipat amb una ràdio Marelli RF 1 CA.

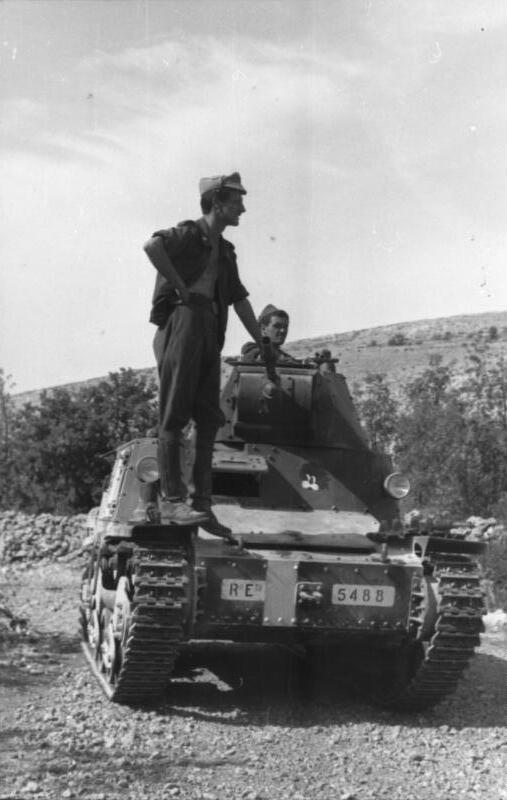
Tanquistes italians enfilats a un L 6/40 als Balcans l'agost del 1943.

El motor d'aquest tanc era un model de gasolina SPA 18 VT, de 70 CV, quatre pistons, refrigerat per aire i amb un motor d'arrencada elèctric (tot i que també es podia encendre amb una manovella). Els dipòsits de combustible estaven col·locats als dos costats del motor i tenien una capacitat de 200 L. La caixa de canvis tenia quatre marxes endavant i una endarrere, a més a més d'una reductora que oferia una velocitat més baixa per totes les marxes. L'eruga tenia una roda frontal i una roda que podia ajustar la tensió al darrere. Al centre hi havia dos bogis amb suspensió per barres de torsió i cada bogi estava connectat a dues rodes, recobertes de goma, mitjançant amortidors hidràulics. Finalment, a la part superior de l'eruga hi havia tres corrons de retorn. Les erugues estaven compostes per 88 baules de 26 cm de gruix. Aquest conjunt oferia al L 6/40 una velocitat màxima de 42 km/h per carretera, 25 km/h camp a través i una autonomia de 200 km per carretera i 85 km camp a través.

## Producció i operadors
De la producció se n'encarregà majoritàriament Fiat, que fabricava els motors i muntava els blindats a Torí. Les planxes d'acer les subministraven empreses metal·lúrgiques de Terni. La fabricació fou problemàtica i va començar l'any 1941 després de rebre una comanda de 583 unitats. Els L 6/40 van entrar en servei el maig del 1941 i aviat van demostrar tenir un rendiment inferior al de les autometralladores AB 40-41. Movent-se camp a través eren particularment inferiors a les autometralladores, ja que les erugues s'enfonsaven en els terrenys tous. Cap a finals del 1941 el Regio Esercito va retallar la comanda a 283 unitats i va demanar que les altres 300 unitats fossin fabricades en la variant Semovente da 47/32. Tot i això, al final se n'acabarien produint 432 unitats. Algunes unitats de L 6/40 també es van adaptar per dur un llançaflames o per dur a terme tasques de comandament, amb una torreta amb el sostre obert i sistemes de telecomunicacions addicionals.
L'any 1941 els italians ja sabien que els tancs lleugers no eren aptes per combatre a primera línia, tot i que continuaven sent útils per a tasques de reconeixement o vigilància a la rereguarda. Per aquest motiu, els L 6/40 es van organitzar en regiments d'exploració que s'afegien a les divisions blindades.
Amb aquesta funció, regiments de L 6/40 van combatre a la Campanya del nord d'Àfrica, a Tunísia, amb les divisions motoritzada Trieste i blindada Centauro. Altres L 6/40 es van assignar a la divisió Ariete i van combatre a El Alamein i Tunísia. Algunes unitats van ser enviades als Balcans i al front oriental.

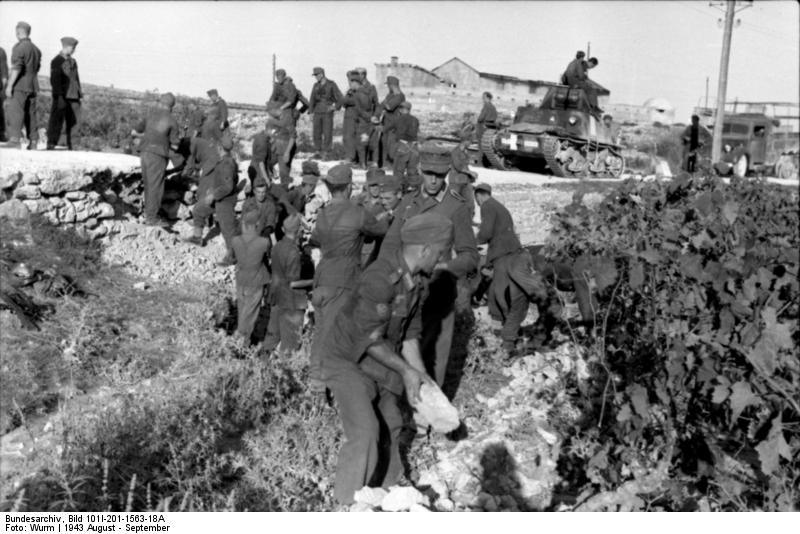
Soldats alemanys i italians arreglant una carretera sota la cobertura d'un L 6/40, l'agost del 1943 als Balcans.

Després de l'armistici entre Itàlia i les forces aliades, el 8 de setembre del 1943, molts d'aquests blindats van caure a mans alemanyes. La Wehrmacht els va emprar majoritàriament en tasques de seguretat interna per tot el seu territori, controlant forces partisanes, o en línies defensives.
Després de la Segona Guerra Mundial, milicians italians van continuar fent servir L 6/40 fins a la dècada dels 50.